# 和田山パーキングエリア
和田山パーキングエリア（わだやまパーキングエリア）は、兵庫県朝来市の播但連絡道路南行きにあるパーキングエリア。北行きは、和田山TB移転のため、2005年（平成17年）5月9日に閉鎖された。

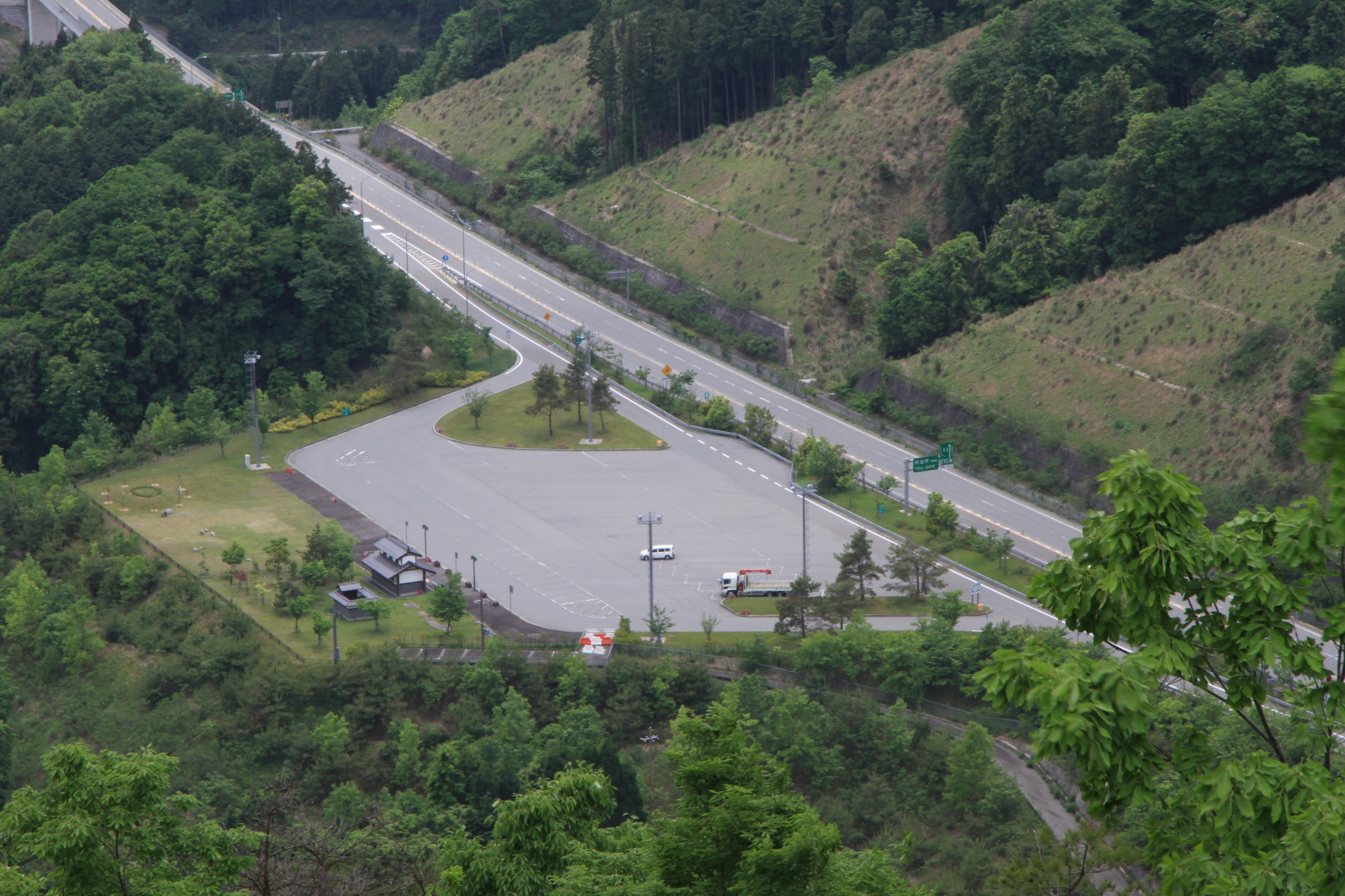
和田山パーキングエリア(2011/05)

## 所在地
- 兵庫県朝来市和田山町久世田

## 道路
- E95 播但連絡道路

## 施設
- トイレ（男性大1・小2、女性2、身障者用1（男女共用））
- 駐車場（普通車10台、身障者用1台、大型車5台）

## 隣
E95 播但連絡道路
(16) 朝来IC - 和田山TB - 和田山PA（南行き） - (17) 和田山JCT/IC